# غوميزة إسفينية
غوميزة إسفينية (الاسم العلمي:Gomesa cuneata) هي نوع من النباتات تتبع جنس الغوميزة من الفصيلة السحلبية.